# Mikádófácán
A mikádófácán (Syrmaticus mikado) a madarak osztályának tyúkalakúak (Galliformes) rendjébe és a fácánfélék (Phasianidae) családjába tartozó faj.
Tajvan hegyvidéki erdőségeiben honos faj, a szigetország nemzeti madara.

## Előfordulása
Tajvan szigetén dús növényzetű bozótosokban bambuszerdőségekben és fenyőkkel borított hegyi erdőkben él. A sziget középső és déli részén levő hegyvidéki területek madara. 2000 és 3200 méter közötti magasságokban él.

## Megjelenése
A mikádófácán hímje 80 centiméter hosszú, ebből 50-55 centiméter a farkára esik. Súlya 1200 gramm. Színezete sötétkék, fémes csillogással. Hosszú, fekete farkán fehér csíkozottság van.
A tojó az Elliot-fácán tojójára hasonlít, egyszínű földbarna. Kisebb, mint a kakas, testhossza 53 centiméter, súlya 1000 gramm. Farka is jóval rövidebb, mint a kakasé, csak 17-23 centiméteres. 
A fiatal madarak  3-4 hónapos korukig a tojóra emlékeztetnek, a fejükön és a nyakukon piszkosfehér színezet van.
A csőr és a láb mindkét ivarnál sötétszürke a kakasra jellemző a csupasz, vörös arcfolt, a tyúk szeme körül vékony piros sáv húzódik. A kakas szeme sárgásbarna, a tojóé barna.

## Életmódja
A mikádófácán alapvetően magányosan élő faj. Többnyire igen nyugodt, csendes, de nagyon éber madár. Zavarás estén általában óvatosan és gyorsan valami biztos helyre szalad, de ha szükséges, pánikszerűen gyorsan is képes menekülni. Ilyenkor nagy robajjal repül fel.
A hím revírt foglal, melyet kiáltásaival védelmez.
Növényi részekkel, gyümölcsökkel, magvakkal és rovarokkal táplálkozik.

## Szaporodása
Szaporodási időszaka március és június között van.
A hím násztáncot, egyedi "körtáncot" lejt a tojó elcsábítására, faroktollait szétteríti, pompás színű tollait mutogatja.
Fészkét letört ágdarabokból, avarból, száraz fűből és tollakból építi többnyire faodúba vagy sziklák alá.
A tojó 5-10 krémszínű tojást rak, melyeket egyedül költ ki. A kotlási időszak 26 napig tart. A fiatal madarak hat hónap múlva függetlenek.
|  |  |  |

## Természetvédelmi helyzete
A mikádófácánt korábban díszes tollai és húsa miatt a sziget őslakói igen erősen vadászták. Az első találkozása a nyugati tudománynak a fajjal csak 1906-ban kezdődött, amikor egy hegyi faluban meglátták a tudósok a faj két faroktollát egy hegylakó paraszt kalapján.
Ma nagyjából 10 000 egyede lehet. A legnagyobb populációja a Yu-Shan Nemzeti Parkban él. Az illegális erdőirtás és a hegyvidéki elszórt településeken élők húscélú vadászata ma is fenyegeti fennmaradását.
A Természetvédelmi Világszövetség a „mérsékelten veszélyeztetett” kategóriába sorolja a fajt. Szerepel a CITES első függelékében is.

## Külső hivatkozások
- Fotók és videók a mikádófácánról
- Videó a fajról